# Anomobryum julaceum
Anomobryum julaceum là một loài Rêu trong họ Bryaceae. Loài này được (Schrad. ex P. Gaertn., B. Mey. & Scherb.) Schimp. mô tả khoa học đầu tiên năm 1860.